# Yffiniac
Yffiniac település Franciaországban, Côtes-d’Armor megyében. Lakosainak száma 4980 fő (2022. január 1.). Yffiniac Hillion, Langueux, Plédran, Pommeret, Quessoy és Trégueux községekkel határos.

## Népesség
A település népessége az elmúlt években az alábbi módon változott:
| Lakosok száma | 2252 | 3185 | 3510 | 4484 | 4903 | 5002 | 5010 | 4990 | 4977 | 4980 |
|               | 1968 | 1982 | 1990 | 2006 | 2013 | 2015 | 2017 | 2019 | 2020 | 2022 |